# Pogöriach (Gemeinde Finkenstein am Faaker See)
Pogöriach (slow.: Pogorje) ist ein Dorf und eine Ortschaft in der Gemeinde Finkenstein am Faaker See in Kärnten, Österreich mit 184 Einwohnern (Stand 1. Jänner 2024).

## Infrastruktur

### Verkehr
Pogöriach liegt an der Rosental Straße, wodurch man nach Ferlach und Hart kommt. Auf dieser verkehrt die Linie 5194, die eine Schleife von Villach-Warmbad-Fürnitz-Latschach-Drobollach-Maria Gail-Villach fährt.